# René-Georges Pailloux
René-Georges Pailloux MAfr (* 31. Dezember 1902 in Paris; † 7. Dezember 1988) war ein französischer Ordensgeistlicher und römisch-katholischer Bischof von Mansa (Sambia).

## Leben
René-Georges Pailloux trat der Ordensgemeinschaft der Weißen Väter bei und empfing am 28. Juni 1928 das Sakrament der Priesterweihe. Am 7. November 1952 bestellte ihn Papst Pius XII. zum ersten Apostolischen Präfekten von Fort Rosebery.
Am 3. Januar 1961 wurde René-Georges Pailloux infolge der Erhebung der Apostolischen Präfektur Fort Rosebery zum Bistum erster Bischof von Fort Rosebery (ab 1967: Mansa). Der Erzbischof von Lusaka, Adam Kozłowiecki SJ, spendete ihm am 18. Juni desselben Jahres die Bischofsweihe; Mitkonsekratoren waren der Bischof von Ndola, Francesco Costantino Mazzieri OFMConv, und der Bischof von Kasama, Marcel Daubechies MAfr.
Pailloux nahm an der ersten, zweiten und vierten Sitzungsperiode des Zweiten Vatikanischen Konzils teil. Am 3. Juli 1971 nahm Papst Paul VI. das von René-Georges Pailloux vorgebrachte Rücktrittsgesuch an.